# Џон Чо
Чо Јохан (кореј. 조요한; Сеул, 16. јун 1972), познатији као Џон Чо (енгл. John Cho), корејско-амерички је глумац, најпознатији по улогама у франшизи Харолд и Кумар и филмовима Колумбус и Звездане стазе. Почетком каријере, Чо је глумио у азијско—америчким филмовима Више среће сутра (2002), Жуто (1998) и другим. Године 2018. глумио је у трилеру Истраживање, што је чини првим азијско—америчким глумцем који је био у главној улози неког трилера снимљеног у Холивуду. Значајну улогу остварио је и као Хенри Хигс у ситкому из 2014. године под називом Селфи.

## Биографија
Чо је рођен у Сеулу у Кореји, а у Сједињене Америчке Државе преселио се 1978. године, када је још био дете. Одрастао је у Лос Анђелесу, где се његова породица преселила након што су живели у Хјустону, Сијетлу, Дејли Ситију и Монтереј Парку. Његов отац је свештеник у Христовој цркви, а рођен је у Јужној Кореји. Чо је завршио средњу школу „Херберт Хувер” у Глендејлу, 1990. године. Похађао је Универзитет Калифорније у Берклију, на којем је дипломирао 1996. године и предавао енглески језик у школи у Вест Холивуду, а у истом периоду радио је у позоришту у Лос Анђелесу.
Године 2006. оженио се глумицом Кери Хигучи, са којом је добио сина 2008. и ћерку 2013. године. Од 2015. године он и његова породица живе у Лос Анђелесу.
Чо је главни певач гаражног рок бенда Viva La Union, који је основан у Лос Анђелесу. Имају један а лбум под називом Кинеска беба, који је снимљен као филмска музика за филм Харолд и Кумар беже из Гвантанама, где Чо игра једну од главних улога.
На изборима за председника Сједињених Америчких Држава 2012. године, Чо је подржао Барака Обаму.

## Каријера
Каријеру је започео након што је дипломира, када се преселио у Лос Анђелес и почео да ради у азијско—америчком позоришту East West Players. Након тога појавио се у филмовима The Taste of Kona Coffee 1996. године и филму My Tired Broke Ass Pontificating Slapstick Funk из 2000. године. Пажњу на себе привукао је малом улогом у комичном филму Америчка пита у којој је популаризовао сленг термин МИЛФ. Такође након тога, појавио се у другом наставку филма Америчка пита, филмовима Америчко венчање и филму Америчка пита - Поново на окупу, где је имао већу улогу. Чо је имао мало улогу у ТВ серији Чари (1998), где се појавио као дух, а био је и звезда краткометражне комедије Off Centre (2001—2002). Након тога имао је споредну улогу у научно-фантастичној комедији Еволуција из 2001. године и у филму Доле до Земље.
Године 2002. имао је главну улогу у филму Више среће сутра, драми усредсређеној на групе азијских Американаца који живе у јужном делу Калифорније, који су академски успешни, али социјално незадовољни, и због тога почињу да се баве криминалом. Џо је касније глумио у филму Велики дебели лажљивац, као режисер из Хонг Конга.
Године 2004. појавио се у једној од главних улога у филму Америчка пита на Харолдов и Кумаров начин, а након тога и у наставку под називом Харолд и Кумар беже из Гвантанама, који је у биоскопима зарадио 38 милиона америчких долара. Године 2011. појавио се у трећем делу франшизе Харолд и Кумар, под називом Блесави 3Д Божић Харолда и Кумара, који је зарадио 35 милиона америчких долара.
Чо се у јулу 2004. године појавио у часопису КореАМ, а у септембру 2006. године у америчкој ТВ серији The Singles Table, али серија никада није емитована. Године 2006. и 2009. часопис Пипл прогласио га је најпривлачнијим мушкарцем на свету. Године 2007. имао је улогу у ТВ серији Ружна Бети, а након тога у филму Звездане стазе Џеј-Џеј Ејбрамса.
Чо се појавио и у музичком споту Be a nigger too, репера Наса, а такође гостовао у једној епизоди америчке ТВ сериј Како сам упознао вашу мајку. У периоду од 2009. до 2010. године глумио је у ТВ серији FlashForward као агент Федералног истражног бироа. Имао је улогу у краткометражном ситкому Селфи и постао први азијски Американац који је имао главну улогу у романтичној америчкој телевизијској серији. Имао је улогу и филму Истраживање из 2018. године, након које је постоа први азијски Американац који је играо у холивудском трилеру.
Године 1996. глумио је у позоришној представи The Taste of Kono Coffee, F.O.B. 1997. и представи My Broke Ass Pontificating Slapstick Funk 2000. године. У интернет серији из 2015. године, под називом Parallel Man: Infinite Pursuit позајмио је глас агенту Нику Моргану. Такође позајмио је глас Хикару Сулу у видео игрици Стар Трек, која је објављена 2013. године.